# 퀸 마거릿 대학교
퀸 마거릿 대학교(Queen Margaret University, Oilthigh Bànrigh Mairead)는 스코틀랜드 머셀버러에 위치한 대학교이다. 1875년 설립되었으며, 교명은 스코틀랜드의 여왕 성 마거릿의 이름에서 기원한다. 최초 교명은 'The Edinburgh School of Cookery and Domestic Economy'이다.

## 같이 보기
- 영국의 대학 목록